# تاریخ جهان کمبریج
تاریخ جهان کمبریج (به انگلیسی: The Cambridge World History) مجموعه ۷ کتاب است که توسط انتشارات دانشگاه کمبریج چاپ شده‌است. ویراستار ارشد این مجموعه، مری ویزنر-هنکس است.

## مجلدها و ویراستاران
این مجموعه شامل هفت کتاب است  و در ۹ مجلد منتشر شده‌. شماره‌های ششم و هفتم هر کدام دو جلدی‌اند. 
- کتاب اول: درآمدی بر تاریخ جهان، تا ۱۰۰۰۰ سال پیش از میلاد، دیوید کریستین.
- کتاب دوم: جهانی با کشاورزی، ۱۲۰۰۰ سال پیش از میلاد تا سال ۵۰۰ میلادی، گریم بارکر و کندایس گوچر.
- کتاب سوم: شهرهای اولیه از منظر مقایسه‌ای، ۴۰۰۰ سال پیش از میلاد تا ۱۲۰۰ میلادی، نورمن یوفی.
- کتاب چهارم: جهانی با دولت‌ها، امپراتوری‌ها و شبکه‌ها ۱۲۰۰ قبل از میلاد تا ۹۰۰ میلادی، کریگ بنجامین.
- کتاب پنجم: گسترش شبکه‌های تبادل و تضاد، ۵۰۰ - ۱۵۰۰ میلادی، بنجامین زی کیدار و مری ای. ویزنر-هنکس.
- کتاب ششم: ساخت جهانی فراگیر، ۱۴۰۰–۱۸۰۰ میلادی، بخش ۱: بنیادها، جری اچ. بنتلی، سانجی سوبراهمانیام و مری ای. ویزنر-هنکس.
- کتاب ششم: ساخت جهانی فراگیر، ۱۴۰۰–۱۸۰۰ میلادی، قسمت ۲: الگوهای تغییر، جری اچ. بنتلی، سانجی سوبراهمانیام و مری ای. ویزنر-هنکس.
- کتاب هفتم: تولید، تخریب و اتصال، ۱۷۵۰–تاکنون، قسمت ۱: سازه‌ها، فضاها و مرزبندی، جان مک نیل و کنت پومرانز.
- کتاب هفتم: تولید، تخریب و اتصال ۱۷۵۰–تاکنون، قسمت ۲: تحولات مشترک، جان مک نیل و کنت پومرانز.